# Збройні сили США
Збро́йні си́ли Сполу́чених Шта́тів Аме́рики (англ. United States Armed Forces) — державні структури, об'єднані озброєні військові формування та структурні організації п'яти видів Збройних сил, відповідно до розділу 10 Кодексу США які належать до Міністерства оборони США (армія США (англ. United States Army), військово-морські сили (англ. United States Navy), повітряні сили (англ. United States Air Force) та морська піхота (англ. United States Marine Corps) і Міністерства національної безпеки США (Берегова охорона (англ. United States Coast Guard), призначені для охорони і оборони держави та захисту її незалежності від зовнішніх небезпек.
У мирний час Берегова охорона знаходиться під керівництвом Міністерства національної безпеки. У воєнний час, або за окремим рішенням Президента США Берегова охорона передається під командування ВМС або під керівництво об'єднаних командувань (приклад: Корейська війна 1950—1953, війна у В'єтнамі 1965—1973, Війна в Іраку та в Афганістані 2003—2009).
Окремими воєнізованими структурами, які не входять безпосередньо до складу Збройних сил є Національний офіцерський корпус управління океанографічними та атмосферними проблемами США (входить до федерального відомства міністерства торгівлі США) та Офіцерський корпус охорони здоров'я США (входить до федерального відомства міністерства охорони здоров'я і соціальних служб).
Посадові особи цих федеральних установ, класифікуються, як некомбатанти, але носять уніформу військово-морського флоту зі знаками розрізнення своїх відомств і мають звання еквівалентні званням морських офіцерів.

## Загальна структура управління Збройними силами США
Президент США, згідно з Конституцією Сполучених Штатів є Верховним Головнокомандувачем Збройних сил країни (англ. Commander-in-chief), а Міністерство оборони (англ. Department of Defense) на чолі з Міністром оборони (англ. Secretary of Defense)  — головний виконавчий департамент в уряді США, що відає, відповідно до статті 10 (Title 10) Кодексу США, координацією і управлінням всіх відомств і функцій уряду Сполучених Штатів у військовій області та питаннях національної безпеки.
Відповідно до діючого законодавства країни, ще з часів Холодної війни, Президент США та міністр оборони США утворюють так зване воєнне командування нацією (англ. National Command Authority), якому поряд з Конгресом США надається право прийняття найважливіших рішень у воєнній сфері, у першу чергу цей тандем має право на прийняття рішення стосовно застосування ядерної зброї у надзвичайних ситуаціях.
Міністр оборони США є головним радником президента з питань оборонної політики, відповідає за формулювання політики по загальних питаннях оборони і по всіх інших питаннях, що мають безпосереднє відношення до міністерства оборони, а також за реалізацію прийнятої політики. Міністр оборони здійснює безпосереднє керівництво міністерством оборони і збройними силами. Міністр оборони є членом Ради національної безпеки.
Механізм застосування Збройних сил США регулюється законодавчими актами, які надають певні повноваження Президентові, Конгресу та Міністерству оборони США відповідно. Згідно з цим законодавством Верховний Головнокомандувач ЗС США, яким є Президент країни, має право на оголошення в країні режиму надзвичайного стану, проведення часткової мобілізації, віддання наказів про участь військових формувань у бойових діях, а також у критичному випадку колегіально з міністром оборони право на застосування ядерної зброї.
Конгрес США є основним органом цивільного контролю над діяльністю Збройних сил, він затверджує воєнну доктрину держави та плани реформування збройних сил, а також затверджує закон США про військовий бюджет. Конгрес залишає за собою право оголошувати війну у державі, але цей привілей фактично залишається у прерогативі президентської влади.
Об'єднаний комітет начальників штабів (ОКНШ) складається з голови, його заступника, начальника штабу армії, начальника штабу ПС, начальника штабу ВМС, коменданта (начальника штабу) морської піхоти. Голова ОКНШ є головним військовим радником Президента, міністра оборони і ради національної безпеки. Це вища військова посада в збройних силах США. ОКНШ є консультативним органом і не володіє повноваженнями по управлінню військами. Він здійснює розробку стратегічних і мобілізаційних планів, програм будівництва збройних сил, розробку озброєнь та військової техніки і військово-політичної співпраці. При ОКНШ діє об'єднаний штаб, що складається з офіцерів всіх видів збройних сил, який допомагає голові і членам ОКНШ у виконанні їх функцій.
Президент особисто вирішує більшість питань з підготовки країни та її збройних сил до війни і їх застосування, включаючи участь у небойових операціях (миротворчі операції, операції по боротьбі з тероризмом, припинення громадського безладу, боротьба з наркобізнесом, ліквідація наслідків надзвичайних ситуацій). Президент періодично надає на затвердження Конгресу США важливий документ, який формує стратегію воєнної політики країни та визначає основні пріоритети діяльності влади у зазначеній сфері: «Стратегія національний безпеки США». Після затвердження даного документу, Конгрес визначає законодавчу та фінансову базу ресурсів, які будуть закладені під дану стратегічну програму.
Згідно з 19 § 3 розділу Кодексу США, якій був прийнятий у 1947 році та пізніше внесені деякі поправки, у країні існує чітка ієрархія передачі або наступності влади, яка була впроваджена з метою забезпечення безперервності керівництва країною та збройними силами США. У разі смерті Президента США, усунення його від посади чи неспроможності виконувати свої обов'язки право передачі влади мають (у такому порядку): віцепрезидент, спікер Палати представників, тимчасовий голова Сенату, державний секретар, міністр фінансів, міністр оборони (6-й у списку), генеральний прокурор, міністр внутрішніх справ, міністр сільського господарства та інші, всього — 18 можновладців.
Керівництво армією, повітряними та військово-морськими силами здійснюється відповідними міністерствами видів ЗС у складі Міністерства оборони США.

## Поділ ЗС США
За ступенем бойової готовності ЗС США поділяються на регулярні та резервні компоненти. Кожний вид ЗС складається із регулярних військ та організованого резерву (в армії та військово-повітряних силах — це Національна гвардія та Резерв відповідного виду ЗС, у військово-морських силах — тільки резерв флоту та морської піхоти).
Збройні сили США складаються з п'яти видів Збройних сил: Армії, Військово-морських сил, Військово-повітряних сил, Корпусу морської піхоти та Берегової Охорони. Перші чотири види підпорядковуються Міністерству оборони, а Берегова охорона — Міністерству національної безпеки (в воєнний час — Міністерству оборони).
В оперативному відношенні Збройні сили США поділяються на Об'єднані Командування Збройних сил, які являють собою об'єднання декількох видів Збройних сил, призначених для виконання завдань в певному регіоні земної кулі. Налічується 10 бойових командувань:
- Європейське Командування Збройних сил США (U.S. European Command, USEUCOM). Зона відповідальності — країни Європи (включаючи Туреччину та країни Східної Європи). Штаб — м. Штутгарт, Німеччина.

- Тихоокеанське Командування Збройних сил США (U.S. Pacific Command, USPACCOM). Зона відповідальності — країни Східної, Південної та Південно-Східної Азії, Австралія, Тихий океан. Штаб — м. Гонолулу, Гаваї.

- Північне Командування Збройних сил США (U.S. North Command, USNORTHCOM). Зона відповідальності — країни Північної Америки, Арктика (включаючи Аляску та Гренландію). Штаб — авіабаза Петерсон, Колорадо-Спрингс, Колорадо.

- Південне Командування Збройних сил США (U.S. South Command, USSOUTHCOM). Зона відповідальності — територія Центральної та Південної Америки. Штаб — м. Маямі, Флорида.

- Центральне Командування Збройних сил США (U.S. Central Command, USCENTCOM). Зона відповідальності — країни Близького Сходу (включаючи Єгипет) та Середньої Азії. Штаб — авіабаза Мак-Ділл, Флорида.

- Африканське Командування Збройних сил США (U.S. Afric Command, USAFRICOM). Зона відповідальності — країни Африки (крім Єгипту). Штаб — м. Штутгарт, Німеччина.

- Стратегічне командування США (U.S. Strategic Command, USSTRATCOM). Об'єднує стратегічні ядерні сили, війська ПРО, космічні сили. Штаб — авіабаза Оффут, Небраска.

- Командування Сил Спеціальних Операцій США (U.S. Special Operations Command, USSOCOM). Об'єднує Сили спеціальних операцій США. Штаб — авіабаза Мак-Ділл, Флорида.

- Транспортне Командування Збройних сил США (U.S. Transport Command, USTRANSCOM). Об'єднує сили, що відповідають за перевезення військ та вантажів. Штаб — авіабаза Скотт, Іллінойс .

- Об'єднане Командування Збройних сил США (U.S. Joint Command, USJOCOM). Штаб — м. Норфолк (Вірджинія), Вірджинія.

## Історія Збройних сил
Збройні сили Сполучених Штатів було вперше сформовані рішенням Континентального Конгресу, щоб захистити нову націю проти Британської Імперії у війні за незалежність США. Армія, корпус морської піхоти та військово-морський флот, були утворені в 1775 в передбаченні прийняття декларації незалежності в 1776. Берегова охорона була сформована в 1790, а військово-повітряні сили, як окремий вид заснований у 1947.
З часів свого заснування, Збройні сили завжди грали рішучу роль в історії Сполучених Штатів. Незважаючи на активну участь військових у багатьох війнах, збройних конфліктах та інцидентах, та в цілому у створенні сучасних США, як могутньої держави, до початку Другої світової війни, суспільство та уряд Штатів були категорично проти утримання регулярних збройних сил у мирний час. Військові формування створювалися лише на період війн та конфліктів, а після їх завершення негайно розформовувалися. Але наслідки світової війни та початок холодної війни з Радянським Союзом примусили американців змінити цей принцип.
Й з кінця 40-х років 20 століття Збройні сили США утримувалися у великій кількості, а бюджет був найбільшим у світі ($583 мільярда в 2008).